# فورد غريني
فورد غريني (بالإنجليزية: Ford Greene)‏ هو محامي أمريكي، ولد في 21 ديسمبر 1952 في الولايات المتحدة.

## وصلات خارجية
- الموقع الرسمي